# Hypsiboas leptolineatus
Hypsiboas leptolineatus es una especie de anfibios de la familia Hylidae. Es endémica de Brasil.
Sus hábitats naturales incluyen sabanas secas, ríos, marismas de agua dulce y corrientes intermitentes de agua.